# Калнциемс
Ка́лнциемс (латыш. Kalnciems) — крупное село в Латвии, в регионе Земгале, на левом берегу реки Лиелупе. Административный центр Калнциемской волости Елгавского края. В 1991—2010 годах имел статус города.

## История
Топоним Калнциемс (нем. Kalnzeem) известен с XVI века как поместье курляндских герцогов, располагавшееся в 5 км к северу (нынешнее село Тирели).
Современный населённый пункт Калнциемс возник во второй половине XIX века, с развитием здесь предприятий кирпичной промышленности. Примерно в 1880 году предприниматель Нестеров основал завод, позже получивший название «Purmaļi». С 1934 по 1940 гг. рядом с селом находилась Калнциемская каторга. Каторжники работали в карьерах местной каменоломни. В городе работает Калнциемский комбинат строительных материалов.
В 1949 году Калнциемс получил статус посёлка городского типа, а 14 ноября 1991 года — статус города. В начале 2010 года, после объединения города с прилегающей сельской территорией в Калнциемскую волость, Калнциемс утратил городской статус.
На расстоянии 6 километров от Калнциемса проходит маршрут междугородного автобуса Рига — Лиепая.

## Население
В 2005 году насчитывалось 2548 жителей.
На 2000 год русские составляли 46,8 % жителей, латыши — 39,8 %, белорусы — 5,8 %, поляки — 2,9 %, украинцы — 2,3 %, литовцы — 1,1 %.

## Известные уроженцы
- Эрнст Иоганн Бирон — Курляндский герцог, граф (1730), фаворит русской императрицы Анны Иоанновны, родился 23 ноября (3 декабря) 1690 в имении Кальнцем (современное село Тирели), умер 17 (28 декабря) 1772 в Митаве.
- Роберт Фрицович Варкалн  (1899—1959) — советский военный, государственный и политический деятель, генерал-майор.
- Таисия Марковна Трифонова-Васькова (1906 — ?) — певица (лирическое сопрано) и педагог.[2]
- Людмила Викторовна Мороз (р. 1956) — певица (меццо-сопрано) и педагог[3].